# Inês Pedrosa
Inês Pedrosa (* 15. September 1962 in Coimbra) ist eine portugiesische Schriftstellerin, Journalistin und Redakteurin, die als eine der bedeutendsten zeitgenössischen Schriftstellerinnen Portugals zählt.

## Leben
Inês Pedrosa verbrachte ihre Kindheit in Tomar und Algés. Sie studierte an der Neuen Universität in Lissabon Kommunikationswissenschaften.
Sie war und ist für diverse Zeitungen als Redakteurin tätig, so für „Jornal de Lettras“ oder bei „O Espresso“, wo sie heute noch aktiv ist. Außerdem ist sie Mitbegründerin der Wochenzeitung „O Independente“.
Seit dem 12. Februar 2008 ist sie Leiterin der Casa Fernando Pessoa in Lissabon, des Museums und der Gedenkstätte für den bedeutenden portugiesischen Schriftsteller Fernando Pessoa. Sie arbeitete auch schon für Fernsehen und Radio.
Bis jetzt (2013) wurden zwei ihrer Bücher von Maralde Meyer-Minnemann ins Deutsche übertragen.

## Werke (Auswahl)

### Autorin
Belletristik
- In deinen Händen. Roman (Nas tuas mãos, 1997). btb, München 2004, ISBN 3-442-73220-4 (EA 2002).
- Du fehlst mir. Roman (Fazes-me falta, 2002). Luchterhand-Verlag, München 2004, ISBN 3-630-87159-3.

Sachbücher
- José Cardoso Pires. Fotobiografia. Dom Quixotte, Lissabon 1999, ISBN 972-20-1707-1.
- Vinte Mulheres para o século XX. Dom Quixotte, Lissabon 2000, ISBN 972-20-1893-0.

### Herausgeberin
- Poemas de amor. Antologia de poesia portugesa. 6. Aufl. Dom Quixotte, Lissabon 2003, ISBN 972-20-1944-9.
- Crónica Feminina. Editorial Leya, Lissabon 2005, ISBN 972-20-4307-2.